# Liste von Schiffen mit dem Namen Artigliere
Den Namen Artigliere, Bezeichnung für einen Angehörigen der Artillerie, erhielten folgende Kriegsschiffe der italienischen Marine:
- Artigliere (1907), ein Zerstörer der Soldato-Klasse der Regia Marina, der 1923 als Torpedoboot außer Dienst gestellt wurde
- Artigliere (1937), ein Zerstörer der Soldati-Klasse der Regia Marina, der 1940 bei Capo Passero versenkt wurde
- Artigliere (1943), ursprünglich Camicia Nera der Soldati-Klasse, nach dem Fall des Faschismus in Artigliere umbenannt, als Reparationsleistung an Sowjetunion
- Artigliere (D 553), als Zerstörer USS Woodworth der Benson-Klasse 1941 vom Stapel gelaufen, 1951 an Marina Militare übergeben und 1970 außer Dienst
- Artigliere (F 582), eine Fregatte der sogenannten Artigliere-Klasse der Marina Militare; das Schiff ist zum Verkauf vorgesehen